# The Winery Dogs (album)
The Winery Dogs è il primo album in studio del supergruppo statunitense omonimo, pubblicato il 23 luglio 2013 dalla Loud & Proud Records.

## Pubblicazione
The Winery Dogs è stato pubblicato inizialmente nei formati CD e download digitale il 5 maggio 2013 nel mercato giapponese dalla WHD Entertainment e successivamente il 23 luglio 2013 dalla Loud & Proud Records nel resto del mondo. La versione in vinile è invece uscita il 12 novembre dello stesso anno. Inoltre, nel mercato mondiale l'album è stato anticipato dai singoli Elevate, pubblicato per il download digitale il 4 giugno, e Desire, pubblicato il 25 giugno esclusivamente su Google Play.
Il 21 gennaio 2014 la Loud & Proud Records ha annunciato due edizioni speciali di The Winery Dogs, uscite entrambe il 15 aprile dello stesso anno. La prima, la Special Edition, contiene un CD aggiuntivo intitolato Unleashed in Japan 2013 che racchiude l'audio parziale del concerto precedentemente immortalato in Unleashed in Japan 2013: The Second Show; la seconda, denominata Dog Threats: Deluxe Special Edition, contiene anche un DVD che racchiude quattro video musicali (i videoclip di Elevate, Desire, I'm No Angel e Time Machine) e interviste varie, un CD composto da varie demo registrate nel 2012, un diario scritto dal batterista Mike Portnoy che documenta la sessioni di registrazione dell'album e gadget vari.

## Tracce
1. Elevate – 5:01 (testo: Richie Kotzen – musica: Richie Kotzen, Billy Sheehan, Mike Portnoy)
2. Desire – 3:41 (testo: Richie Kotzen – musica: Richie Kotzen, Billy Sheehan, Mike Portnoy)
3. We Are One – 4:32 (testo: Richie Kotzen – musica: Richie Kotzen, Billy Sheehan, Mike Portnoy)
4. I'm No Angel – 4:03 (testo: Richie Kotzen – musica: Richie Kotzen, Billy Sheehan, Mike Portnoy)
5. The Other Side – 5:41 (testo: Richie Kotzen – musica: Richie Kotzen, Billy Sheehan, Mike Portnoy)
6. You Saved Me – 5:13 (testo: Mike Portnoy – musica: Richie Kotzen, Billy Sheehan, Mike Portnoy)
7. Not Hopeless – 5:04 (testo: Richie Kotzen – musica: Richie Kotzen, Billy Sheehan, Mike Portnoy)
8. One More Time – 3:36 (testo: Richie Kotzen – musica: Richie Kotzen, Billy Sheehan, Mike Portnoy)
9. Damaged – 3:29 (Richie Kotzen)
10. Six Feet Deeper – 4:12 (testo: Richie Kotzen – musica: Richie Kotzen, Billy Sheehan, Mike Portnoy)
11. Time Machine – 4:44 (testo: Richie Kotzen – musica: Richie Kotzen, Billy Sheehan, Mike Portnoy) – Nella versione giapponese, la traccia viene rimpiazzata da Criminal (5:07)
12. The Dying – 6:06 (testo: Richie Kotzen – musica: Richie Kotzen, Billy Sheehan, Mike Portnoy)
13. Regret – 4:49 (Richie Kotzen)

Video Clips – DVD bonus nell'edizione giapponese
1. Elevate
2. Desire
3. I'm No Angel

Unleashed in Japan 2013 – CD bonus nell'edizione speciale
1. Elevate (Live) – 5:08
2. Criminal (Live) – 5:08
3. Time Machine (Live) – 4:56
4. I'm No Angel (Live) – 4:02
5. Not Hopeless (Live) – 6:11
6. Stand (Live) – 4:43
7. You Can't Save Me (Live) – 2:04
8. Shine (Live) – 4:41
9. Fooled Around and Fell in Love (Live) – 5:38
10. Desire (Live) – 7:05

## Formazione
Gruppo
- Richie Kotzen – voce, chitarra, tastiera, percussioni
- Billy Sheehan – basso, voce
- Mike Portnoy – batteria, percussioni, voce

Produzione
- The Winery Dogs – produzione
- Alex Todorov, Richie Kotzen – ingegneria del suono
- Jay Ruston – missaggio
- Paul Logus – mastering

## Classifiche
| Classifica (2013)         | Posizione massima |
| ------------------------- | ----------------- |
| Finlandia                 | 38                |
| Germania                  | 78                |
| Paesi Bassi               | 85                |
| Stati Uniti               | 27                |
| Stati Uniti (alternative) | 3                 |
| Stati Uniti (hard rock)   | 13                |
| Stati Uniti (rock)        | 5                 |
| Stati Uniti (tastemaker)  | 4                 |

## Date di pubblicazione
| Paese    | Data di pubblicazione | Formato                |
| -------- | --------------------- | ---------------------- |
| Giappone | 5 maggio 2013         | CD, download digitale  |
| Mondo    | 23 luglio 2013        | CD, download digitale  |
| Mondo    | 12 novembre 2013      | LP                     |
| Mondo    | 15 aprile 2014        | 2CD Special Edition    |
| Mondo    | 15 aprile 2014        | 3CD+DVD Deluxe Edition |